# جيمس باتلر هير
جيمس باتلر هير هو محامي وسياسي أمريكي، ولد في 4 سبتمبر 1918 في سالودا في الولايات المتحدة، وتوفي في 16 يوليو 1966 في كولومبيا في الولايات المتحدة. نشط حزبياً في الحزب الديمقراطي. وقد انتخب مجلس إدارة ( – 1947) وانتخب عضو مجلس النواب الأمريكي ‏ (1949 – 1951).